# Abbakumowskaja
Abbakumowskaja (ros. Аббакумовская) – wieś w Rosji, w rejonie tarnoskim obwodu wołogodzkiego. W 2010 r. liczyła 76 mieszkańców.